# Wala (Carolingien)
Pour les articles homonymes, voir Wala.
Wala ou Walhalla, né vers 772 et mort à l'abbaye de Bobbio le 31 août 836, fut un moine bénédictin, abbé de l'abbaye Saint-Pierre de Corbie, puis abbé de Bobbio qui joua un rôle politique de premier plan sous le règne des premiers carolingiens.

## Biographie

### Famille
Wala était membre de la famille des Carolingiens, fils du comte Bernard lui-même fils de Charles Martel,
de ce fait il était cousin germain de Charlemagne. Il avait pour demi-frère Adalard de Corbie. Sa mère, la deuxième épouse de son père, était une Saxonne dont l'identité ne nous est pas connue (peut-être était-ce Gundelindis d'Autun).

Il épousa sa cousine Chrotlinde (Rodlinde, Rolande), fille de Guillaume de Gellone, comte de Toulouse et petit-fils par sa mère de Charles Martel. Ce n'est pas clairement indiqué par les sources contemporaines, mais Paschase Radbert, le biographe et confident de Wala, écrivit que : 

« Wala épousa la sœur d'un tyran en fonction en Espagne, fils d'un duc de la plus haute noblesse, plus jeune de lui d'une génération et ayant un frère aveuglé,. »

De ce mariage naquit probablement Bertrude, signalée (« Bertrut, fille du comte Wallo ») dans le nécrologe de Saint-Germain-des-Prés aux côtés de Chrotlinde.

### Carrière politique
Il aurait participé à la révolte de Pépin le Bossu, fils illégitime de Charlemagne, en 791, et fut exilé mais rentra en grâce peu après. Wala occupa une position de tout premier plan après le sacre impérial de Charlemagne en 800 : tour à tour administrateur, diplomate ou général, Charlemagne lui délégua de plus en plus de pouvoir sur la fin de son règne. Son rôle devint considérable. Il séjourna le plus souvent à la cour impériale d'Aix-la-Chapelle lorsqu'il n'était pas en mission.
En tant que général, il vainquit à plusieurs reprises les Saxons et défit une flotte musulmane en 812. 
Il fut nommé comte palatin de Saxe, puis en Italie en 812, il devint administrateur auprès de son demi-frère Adalard, régent du royaume au nom de Pépin d'Italie. 
À la mort de Charlemagne en 814, une révolution de palais mit en disgrâce une grande partie de la famille impériale, et Wala dut trouver refuge à l'abbaye de Corbie. Après le soulèvement de Bernard d'Italie, Louis le Pieux accorda son pardon et restitua leurs biens aux rebelles, à l'assemblée de Thionville de 821. Adalhard et Wala furent rappelés de leur exil à Noirmoutier. Pour garantir la paix, l'unité de l'empire et celle de l'Église, Louis le Pieux mit en œuvre une pénitence générale, à l'assemblée d'Attigny de 822. Le clergé prit dès lors un ascendant sur l'empereur. Wala, ayant retrouvé un rôle de premier plan à la cour, réclama, à l'empereur une réforme de l'Église et des clercs du palais impérial. En 828, Louis le Pieux céda aux exigence de Wala et des évêques : il promit la convocation de quatre synodes pour réformer l'Eglise et remédier aux vices de la société.
Il soutint le soulèvement des fils de Louis le Pieux, qui aboutirent à la déposition de l'empereur en avril 830 et à la relégation à l'abbaye Sainte-Radegonde de Poitiers de l'impératrice Judith, considée par Wala comme un suppôt de Satan ; mais Louis le Pieux parvint à se rétablir sur le trône. À l'assemblée de Nimègue d'août 830, il renvoya Wala à l'abbaye de Corbie. Le 2 février 831, l'empereur déposait l'évêque d'Amiens Jessé, envoyait son fils aîné Lothaire en Italie et Wala sur les bords du lac de Genève.

### Carrière ecclésiastique
Après le décès de son épouse et celui de Charlemagne, il devint moine, volontairement ou sous la contrainte et le nouvel empereur, Louis le Pieux, l'exila, en 818, avec son frère Adalard au monastère fondé par saint Philibert à Noirmoutier. 
Revenu en grâce auprès de l'empereur en 821, il devint alors conseiller du coempereur Lothaire,. En 822, avec son frère Adalard, il fonda le monastère de Corvey, (Corbeia nova : nouvelle Corbie) non loin de Höxter sur la Weser.
En mai ou juin 824, il était à Rome où il œuvra à l'élection du pape Eugène II. À la mort de son frère Adalard de Corbie, le 2 janvier 826, il était en Saxe où il visita l'abbaye de Corvey. À l'âge de 61 ans, il fut élu abbé de Corbie et Paschase Radbert, moine de Corbie obtint la confirmation de cette élection par l'empereur Louis le Pieux qui ordonna à Wala de quitter la Saxe, de rentrer à Corbie et d'accepter la dignité abbatiale.
En 836, il suivit Lothaire en Italie et il se vit confier le monastère de Bobbio, où il mourut peu après son arrivée, le 31 août,.

## Rédaction de laVie de Wala
La vie et l'action de Wala nous sont connues par la relation que nous en a laissée Paschase Radbert, moine et théologien de l'abbaye de Corbie.
Paschase Radbert évoqua avec bienveillance la vie de Wala dans son Epitaphium Arsenii, curieux écrit tenant à la fois de l'éloge funèbre, de la biographie, de l'hagiographie et du pamphlet (contre Judith et Bernard de Septimanie), Édition : PL 120, col. 1559-1650, ou mieux Ernst Dümmler, « Radbert's Epitaphium Arsenii », dans Preussische Akademie der Wissenschaften Berlin. Abhandlungen der historisch-philologischen Klasse, 1900, p. 18-98.
L'ouvrage est composé sous forme de dialogue en deux livres rédigés, le premier, peu de temps après la mort de Wala et avant celle de Louis le Pieux, donc entre 836 et 840 ; le second après 849, sous le règne de Charles le Chauve. Dans le premier ouvrage, Paschase Radbert dialogue avec les moines de Corbie et fait l'éloge de Wala. Dans le second ouvrage, l'auteur utilise pour les personnages des noms d'emprunt et retrace les différends qui opposèrent l'empereur, l'impératrice et Wala mettant en cause des personnages encore en vie à l'époque de la rédaction d'où la nécessité de masquer l'identité réelle des protagonistes (Wala étant Arsénius ou Jérémie, Adlhard, Antonius, Louis le Pieux, Justinien ; l'impératrice Judith, Justine, etc.).